# Germantown (condado de Juneau, Wisconsin)
Germantown es un pueblo ubicado en el condado de Juneau en el estado estadounidense de Wisconsin. En el Censo de 2010 tenía una población de 1.471 habitantes y una densidad poblacional de 12,62 personas por km².

## Geografía
Germantown se encuentra ubicado en las coordenadas 43°54′44″N 90°1′43″O / 43.91222, -90.02861. Según la Oficina del Censo de los Estados Unidos, Germantown tiene una superficie total de 116.58 km², de la cual 85.99 km² corresponden a tierra firme y (26.24%) 30.6 km² es agua.

## Demografía
Según el censo de 2010, había 1.471 personas residiendo en Germantown. La densidad de población era de 12,62 hab./km². De los 1.471 habitantes, Germantown estaba compuesto por el 97.62% blancos, el 0.14% eran afroamericanos, el 0.75% eran amerindios, el 0.2% eran asiáticos, el 0% eran isleños del Pacífico, el 0.41% eran de otras razas y el 0.88% pertenecían a dos o más razas. Del total de la población el 1.7% eran hispanos o latinos de cualquier raza.